# Tuula Linnainmaa
Tuula Maj-Lis Linnainmaa (ur. 8 stycznia 1942 w m. Hämeenlinna) – fińska polityk i działaczka samorządowa, posłanka do Eduskunty, w latach 1995–1997 minister transportu.

## Życiorys
W 1973 ukończyła nauki polityczne na Uniwersytecie Helsińskim. Pracowała w ramach rodzinnego przedsiębiorstwa. Działaczka Partii Koalicji Narodowej. W latach 1985–1992 zasiadała w radzie miejskiej w Espoo, a od 1985 do 1990 była członkinią władz wykonawczych tej miejscowości. W latach 1987–1997 wykonywała mandat deputowanej do fińskiego parlamentu. Od kwietnia 1995 do kwietnia 1997 sprawowała urząd ministra transportu w rządzie Paava Lipponena. Przeszła następnie do pracy w administracji regionalnej, obejmując stanowisko gubernatorskie. Od tegoż roku do końca 2003 kierowała administracją prowincji Finlandia Południowa.
Zajęła się później malarstwem, od 2006 kształciła się w zakresie sztuki w różnych instytucjach i szkołach plastycznych (m.in. Pekka Halosen akatemia). Jej prace prezentowano w ramach wystaw indywidualnych i zbiorowych (m.in. w galeriach w Helsinkach i Tampere).